# دریاچه آق‌شهر
دریاچه آق‌شهر (ترکی استانبولی: Akşehir Gölü) یک دریاچه در استان قونیه کشور ترکیه است.